# Connaraceae
Famille
Classification APG III (2009)
La famille des Connaracées regroupe des plantes dicotylédones ; elle comprend 300 à 350 espèces réparties en 3 à 12 genres. 
Ce sont des arbres, des arbustes ou le plus souvent des lianes des zones tropicales.
Selon le Angiosperm Phylogeny Website, la famille est plus petite.

## Étymologie
Le nom vient du genre type Connarus dérivé du grec κόνναρος / konnaros, nom désignant un arbuste épineux à feuilles persistantes (probablement Paliurus spina-christi, Rhamnaceae).

## Liste des genres
Selon NCBI (13 mai 2010) :
- genre Agelaea
- genre Byrsocarpus
- genre Connarus (en)
- genre Rourea

Selon Angiosperm Phylogeny Website (13 mai 2010) et DELTA Angio (13 mai 2010) :
- genre Agelaea
- genre Burttia
- genre Cnestidium
- genre Cnestis
  - Cnestis polyphylla
- genre Connarus (en)
- genre Ellipanthus
- genre Hemandradenia
- genre Jollydora
- genre Manotes
- genre Pseudoconnarus
- genre Rourea
- genre Vismianthus

Selon ITIS (13 mai 2010) :
- genre Connarus (en) L.
- genre Rourea Aubl.

## Liste des espèces
Selon NCBI (13 mai 2010) :
- genre Agelaea
  - Agelaea trinervis
- genre Byrsocarpus
  - Byrsocarpus coccineus
- genre Connarus (en)
  - Connarus championii
  - Connarus conchocarpus
- genre Rourea
  - Rourea minor